# Gołoszyjka

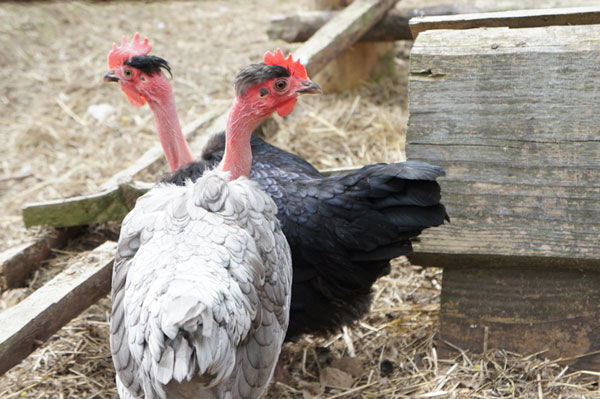
Kury gołoszyjki

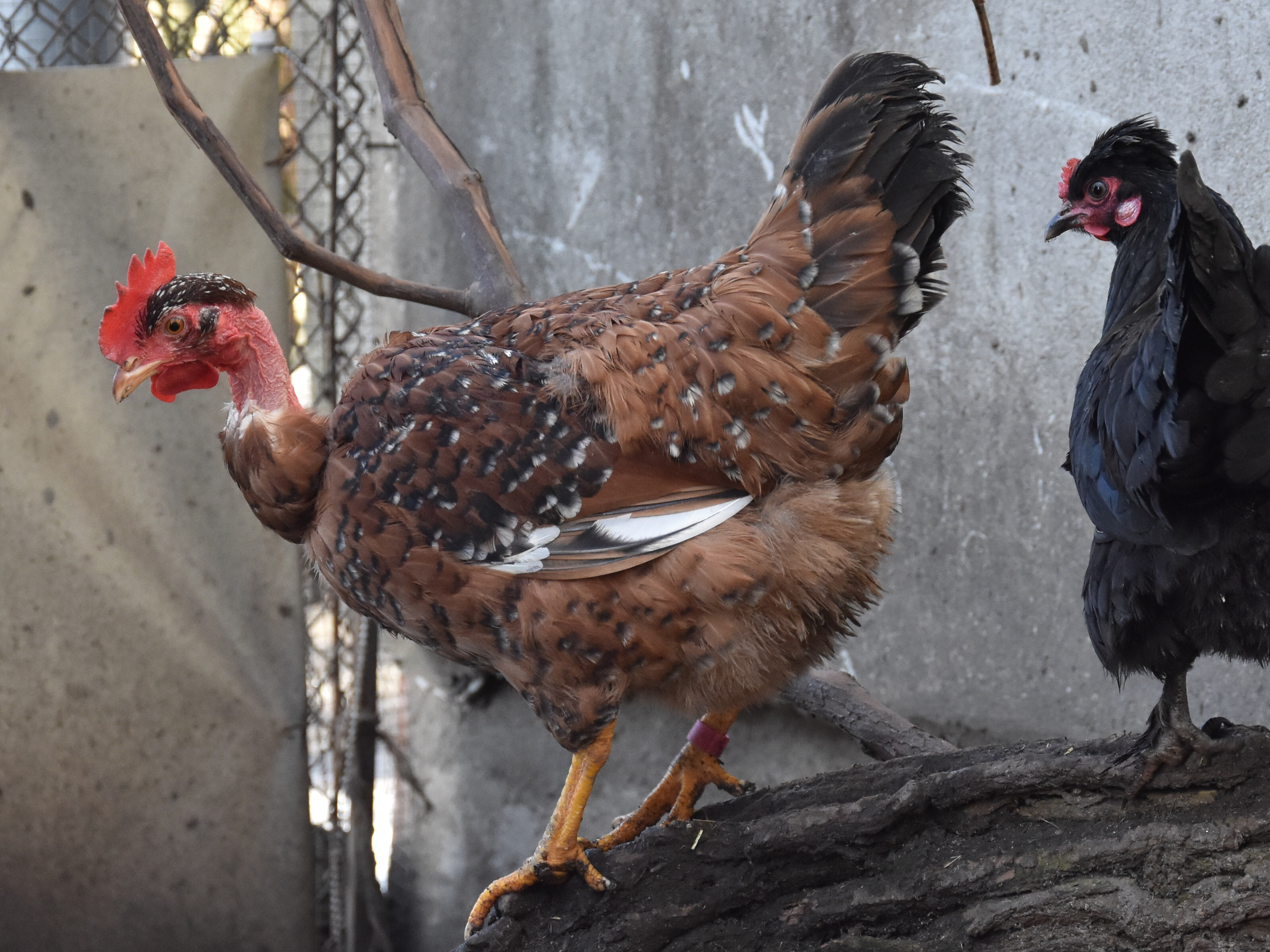
Kura rasy gołoszyjka

Gołoszyjka – rasa kur. Znana dawniej również pod nazwami: siedmiogródki, nagoszyje, kury tureckie.

## Pochodzenie[1]
Nieznane jest dokładne pochodzenie tej rasy. Początkowo hodowane jedynie w niemieckich koloniach w Siedmiogrodzie i sąsiednich okolicach Węgier. Dopiero pod koniec XIX w. rozpowszechnione na całe Austro-Węgry i dalej na Niemcy.
Prawdopodobnie powstały z krzyżówki indyjskich kur kulm (które są w typie bojowym) wraz z kochinami i kurami malajskimi. Poprzez selekcje hodowlane stały się dzisiejszymi gołoszyjkami. Pierwszy raz była pokazana w 1875 roku podczas wystawy ptaków ozdobnych w Wiedniu.

## Opis cech

### Wygląd
Gołoszyjka jest rasą kury o średniej wysokości, posiada mocną budowę ciała. Cechą charakterystyczną dla rasy jest goła, nieopierzona szyja wygięta w literą „S”, która powinna być pokryta dobrze ukrwiona czerwoną skórą. Nogi średniej długości, gładkie, bladoniebieskie do jasnoróżowych w zależności od barwy upierzenia. Głowa z grzebieniem pojedynczym i różyczkowym, dzwonki i zausznice czerwone, kolor oczu pomarańczowy. Słabo upierzona pierś, zaś dobrze linia dolna. Pod oczami jest porośnięta rzadkimi piórkami.  Szyja oraz głowa ptaka posiada intensywną czerwoną barwę. Niekiedy ptak miewa obnażoną część kadłuba i kupra. Skrzydła raczej krótkie niż długie, ogon krótki, umiarkowanie szeroki a u kogutów czystej rasy, bez właściwych kos.
Wyróżnić możemy dwie wielkości gołoszyjek: zwykłe (podstawowe) i miniaturowe (wyhodowane po II wojnie światowej).

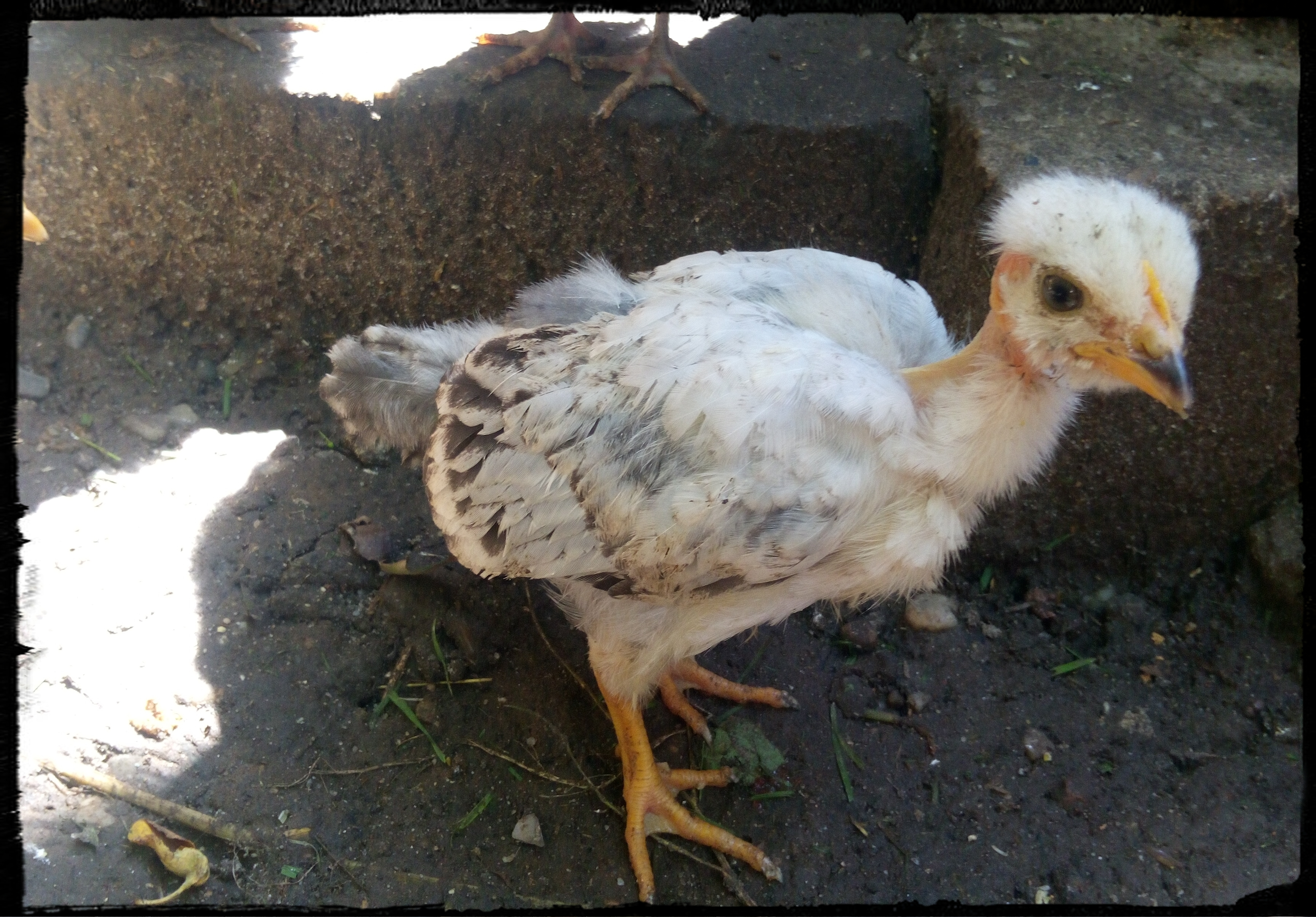
Młody kogut gołoszyjki

|       | Gołoszyjka podstawowa | Gołoszyjka miniaturowa |
| ----- | --------------------- | ---------------------- |
| kogut | 2500 do 3000 g        | 900 g                  |
| kura  | 2000 do 2500 g        | 800 g                  |

### Odmiany barwne
- biała,
- czarna,
- jastrzębiata,
- czerwona,
- złocisto-jastrzębiata,
- kuropatwiana[5]. [6]

### Zastosowanie
Ogólnoużytkowe. Łatwe w tuczeniu, dosyć wcześnie zaczynają znosić jaja umiarkowanej wielkości. Ptaki te są znane z wytrzymałości i niewybredne co do pokarmu.

### Nieśność[1]
Młode kury nawet przy silnym chłodzie wcześnie zaczynają się nieść i niosą od 160 do 200 jaj rocznie. Chętnie wysiadują. Miniatury składają 120 jaj. 

### Jaja
Skorupka jest w kolorze białym lub szarawym.
| kur podstawowych | kur miniaturowych |
| ---------------- | ----------------- |
| 55 g             | 30g               |